# Echinorhinus cookei
Echinorhinus cookei es una especie de elasmobranquio escualiforme de la familia Echinorhinidae.